# Extremismus der Mitte
Der Begriff Extremismus der Mitte wurde von Seymour Martin Lipset in die Soziologie eingeführt. In seinem Buch Political Man (1959) schrieb er, dass der linke Extremismus seine Basis in den unteren Schichten und in der Arbeiterklasse habe, der rechte Extremismus in den Oberschichten verankert und der Faschismus in der sozioökonomischen Mittelschicht beheimatet sei. Damit erweiterte der Soziologe die Analyse Theodor Geigers, der die Wahlerfolge der NSDAP seit Beginn der 1930er Jahre aus der Reaktion des Mittelstandes auf die Weltwirtschaftskrise erklärte, und bezog sie auf die zeitdiagnostische Analyse extremistischer und antidemokratischer Bewegungen aus der Mitte der Gesellschaft. Die Extremismen von links und rechts wurden damit um einen neuen Typus ergänzt und der Faschismus als eine typische Mittelschichtbewegung erklärt.
Jürgen R. Winkler zählt die Theorie von Lipset – zusammen mit den Arbeiten Richard Hofstadters (The Pseudo-Conservative Revolt) – zu den bedeutenden Theorien der Rechtsextremismusforschung. Vergleichbar mit den Theorien der relativen Deprivation beschäftige sich Lipsets Theorie mit der „Zugehörigkeit von Individuen zu Kollektiven, deren Wahrnehmung ihrer wirtschaftlichen und sozialen Situation und ihre Befindlichkeiten“. Innerhalb dieser Forschung sei die Theorie Lipsets, wonach „Personen, die ihren Status in Gefahr sehen“, dazu neigen, „rechtsextreme Bewegungen zu unterstützen“, Winkler zufolge „sehr einflussreich“.
Durch die sozioökonomische Analyse Hitlers Wähler (1991) von Jürgen W. Falter wurden die Mittelschichtsthesen zur Erklärung des Aufstiegs des Nationalsozialismus stark relativiert. Falter fand heraus, dass zwar 40 % der NSDAP-Wähler aus der Mittelschicht stammten, dass aber auch die Arbeiterschaft eine bedeutende Wählergruppe darstellte. Als deutlichstes Sozialmerkmal der NSDAP-Wähler stellte sich die Konfession heraus, da Protestanten viel eher als Katholiken NSDAP wählten.
In den 1990er Jahren wurde der Begriff auch zum politischen Schlagwort, mit dem generelle Kritik am Gesellschaftssystem geäußert wurde. Mit ihrer Positionierung in den Diskussionen um Leitkultur, Multikulturalismus, Nation und Einwanderung würden die politischen und ökonomischen Eliten (und nicht die rechtsextremen Parteien selbst) rechtsextremes Gedankengut fördern und damit den Weg in eine autoritäre Gesellschaft vorbereiten.

## Nationalsozialismus als „Extremismus der Mitte“
Die Bedeutung des Mittelstandes für die Wahlerfolge des Nationalsozialismus war bereits gegen Ende der Weimarer Republik Gegenstand der Arbeiten verschiedener liberaler Soziologen. Der „Extremismus der Mitte“ galt als ein Erklärungsansatz für die „von den meisten erkannte Gefahr, die Hitler und die NSDAP für das parlamentarische System darstellten“. Zu diesen Soziologen gehörte Theodor Geiger, der noch 1949 resümierte:

„Die kurze Rolle der Mittelschichten in der großen Politik ist ein Paradox der Gesellschaftsgeschichte: Eine Klasse leugnet mit Entrüstung, Klasse zu sein, und führt einen erbitterten Klassenkampf gegen Wirklichkeit und Idee des Klassenkampfes.“

Walter Mannzen schrieb 1930 in seinem Aufsatz Die sozialen Grundlagen des Nationalsozialismus, der Nationalsozialismus habe vorrangig „das ganze spezifische Kleinbürgertum“ und insbesondere die selbständigen Handwerker angezogen. 1931 äußerte Hendrik de Man in Sozialismus und Nationalfaschismus die Überzeugung: 

„Alle soziologischen Untersuchungen über die Zusammensetzung der nationalsozialistischen Wählerschaft in Deutschland kommen zu demselben Ergebnis: Diese Schichten gehören im wesentlichen zum proletarisierten oder mit Proletarisierung bedrohten sogenannten Mittelstand.“

Die NSDAP sei eine „typische Bewegung von Mittelständlern und Stehkragenproleten“. Carlo Mierendorff glaubte 1931 fest, dass die Mittelschicht sozialpsychologisch „wegen ihrer fortschreitenden Proletarisierung alles tun (würde), um nicht dem Proletariat zugerechnet zu werden“. Auch der Soziologe Svend Riemer schrieb 1932, es sei eine Banalität, dass der Mittelstand als „der eigentliche Träger des Nationalsozialismus“ gelte.
Die Einflüsse rechter Ideologien auf die Mitte untersuchte 1966 Mario Rainer Lepsius: „Von einer sektenartigen Rechtspartei wandelte sich der Nationalsozialismus zu einer Partei der radikalisierten Mitte.“ Weitere Vertreter der Theorie, der Nationalsozialismus sei ein Extremismus der Mitte, waren Umberto Eco, Rudolf Heberle, Rudolf Küstermeier, Harold Lasswell, David J. Saposs, Erik Nölting, der katholische Publizist Walter Dirks sowie der Nationalökonom Emil Lederer, während zu den Kritikern vor allem Theodor Heuss und der sozialistische Historiker Arthur Rosenberg gehörten.
Der bekannteste Vertreter der Theorie vom Extremismus der Mitte ist der amerikanische Soziologe Seymour Lipset. Sein Aufsatz Der ‚Faschismus‘, die Linke, die Rechte und die Mitte von 1958, der den Extremismus von rechts und links um einen dritten Typus erweiterte, wurde 1967 von Ernst Nolte in Deutschland herausgebracht. Lipset geht davon aus, dass sich „links“, „rechts“ und „Mitte“ jeweils auf Ideologien beziehen, die jeweils gemäßigt oder extremistisch auftreten könnten. Jede dieser Ideologien weist er einer sozialen Schicht zu, in der sie vorherrsche: In der Unterschicht seien dies linke Überzeugungen, die Oberschicht denke rechts, und in der Mittelschicht neige man entweder zum Liberalismus oder eben zum Faschismus. Lipset widerspricht damit der These, dass lediglich die rechten und die linken Ränder eines Parteiensystems zur Diktatur neigen können und die Mitte nur zur Demokratie. So könnten „extremistische Ideologien und Gruppen in derselben Weise in denselben Begriffen klassifiziert und analysiert werden […] wie die demokratischen Gruppen, das heißt also in den Begriffe der Rechten, der Linken und der Mitte.“ Zumeist trete nur der Links- oder der Rechtsextremismus auf und nur in Ländern wie Frankreich, Italien und in Deutschland könne es vorkommen, dass alle Formen des Extremismus auftreten. Unter der Kategorie „Extremismus der Mitte“ ordnet Lipset alle jene Bewegungen und Parteien ein, die gewöhnlich als faschistisch klassifiziert werden.
Der Anlass für die Entwicklung der Theorie des Extremismus der Mitte war für Lipset die aktuelle politische Debatte 1958 um den Niedergang der Vierten Republik in Frankreich. Mit dem Putsch der Generäle in Algerien befürchteten viele einen vergleichbaren Putsch in Frankreich. Dabei wurde dem gaullistischen Rassemblement du peuple français (RPF) und der populistischen Partei Pierre Poujades Union de défense des commerçants et artisans (UDCA, dt. Union zur Verteidigung der Händler und Handwerker) eine antidemokratische Politik zugetraut. Lipset ordnete dabei den Gaullismus als klassische konservative Bewegung mit einer Vielzahl typischer rechtsextremer Merkmale ein. Den Poujadismus definierte er als eine typische Form des Extremismus der Mitte. Von dieser Partei sah er die größere Gefahr für die Demokratie, da konservative Bewegungen und Regime weder revolutionär noch totalitär seien. Lipset ging es in seiner Theoriearbeit nicht um einen Beitrag zur Erklärung des Nationalsozialismus, sondern um empirisch begründete Kriterien zur Unterscheidung der drei potenziell extremistischen Bewegungen (Konservative, Mitte, Kommunisten) und ihrer antidemokratischen Gefahren:

„Wenn wir die parlamentarische Demokratie bewahren und ausweiten wollen, müssen wir wissen, von welcher Seite sie bedroht wird; und die Bedrohung durch die Konservativen ist anders als die Bedrohung durch Mittelklasse oder durch den Kommunismus.“

 Neben dem italienischen Faschismus, Hitler und den Poujadismus rechnete er auch den McCarthyismus in den USA zum Extremismus der Mitte.
In weiten Teilen der bundesdeutschen Wissenschaft wurden die historischen Bezüge der Theorie Lipsets lange weitgehend akzeptiert. Ralf Dahrendorf schrieb 1961 zur Theorie Lipsets „Die Zerstörung der deutschen Demokratie ist also ein Werk der Mittelklasse.“ Dahrendorf erklärte den Extremismus der Mitte 1968 dadurch, dass weite Teile der deutschen Gesellschaft in der Weimarer Republik eine mangelnde Resistenz gegen antidemokratische Formen der Politik entwickelt hätten. Da die liberale Tradition schwach ausgebildet gewesen sei, habe „der neue illiberale Radikalismus der Nationalsozialisten“ sich entwickeln können.
Es gab aber auch Kritik an Lipsets Hypothese vom Extremismus der Mitte. Ernst Nolte kritisierte 1976, sie greife an beiden Enden des politischen Spektrums zu kurz: Die demokratische Rechte lasse sich in sein Analyseschema nirgendwo einordnen, da die klassischen Konservativen bei ihm als rechtsextrem gälten; auch dass so disparate Phänomene wie der Kommunismus und der Peronismus als Linksextremismus zusammengefasst würden, sei „schwerlich überzeugend“.

Der Parteienforscher Jürgen W. Falter kam 1991 mit elaborierten statistischen Methoden zu dem Ergebnis, dass die Wählerschaft der NSDAP nur zu etwa 40 % der Mittelschicht zuzuordnen sei, ebenso viel hätten aber der Arbeiterschicht angehört. Auch Lipsets Befund, dass Angestellte 1930–1933 eher unterdurchschnittlich NSDAP wählten, spreche gegen die Mittelschichtshypothese. Die Konfession sei für die Entscheidung, NSDAP zu wählen, ein viel wichtigerer Sozialindikator gewesen als die Schichtenzugehörigkeit, die Lipset als entscheidend ansah. Insgesamt sei die NSDAP 

„von der sozialen Zusammensetzung ihrer Wähler her am ehesten eine ‚Volkspartei des Protestes‘, oder, wie man es wegen des nach wie vor überdurchschnittlichen, aber eher nicht erdrückenden Mittelschichtsanteils unter ihren Wählern in Anspielung auf die daraus resultierende statistische Verteilungskurve formulieren könnte, eine ‚Volkspartei mit Mittelstandsbauch‘.“

Die Politologinnen Viola Neu und Sabine Pokorny kritisierten 2015, dass Lipset keine trennscharfe Definition des Faschismus liefere, den er rein sozialstrukturell betrachte. Empirische Belege für seine Thesen liefere er nicht, sondern stütze sich rein auf „Plausibilitätsinterpretationen von Wahlergebnissen der Reichstagswahlen 1928 bis 1933“.

## Rechtsextremismus- und Faschismusforschung
In Deutschland wurde bis in die 1980er Jahre die Theorie fast ausnahmslos am Beispiel des Nationalsozialismus diskutiert. Erst in den 1990er Jahren wurde die Theorie auch Gegenstand für die Gegenwartsanalyse. Kraushaar stellt zu dieser Phase fest: „Gemessen an dem enormen Einfluss, den das Theorem über lange Zeit in der Sozialgeschichte hatte …, ist die Abstinenz der politischen Theorie erklärungsbedürftig.“ „Bereits die bloße Erwähnung“, so Kraushaar mit einem Verweis auf Uwe Backes und Eckhard Jesse, „löst in vielen Fällen massive Gegenreaktionen aus. Offensichtlich wird mit der These vom Extremismus der Mitte ein neuralgischer Punkt getroffen. Schon der abstrakte Gedanke, daß auch die Mittelschicht in der Bundesrepublik ein antidemokratisches Potential in sich bergen könnte, wird als Zumutung, ja als Provokation empfunden.“ Backes und Jesse hätten vor einer „Entgrenzung des Extremismusbegriffs“ gewarnt und „Autoren, die die Formel vom Extremismus der Mitte verwenden, als demagogisch abqualifiziert.“
Im Gegensatz zur Wissenschaft in Deutschland wurde die ideologische Kontinuität des Mittelstandes in den USA von Arthur Schweitzer bereits seit 1964 diskutiert und auf die Gegenwart in der Bundesrepublik Deutschland hin reflektiert. Der Mittelstand habe den Nationalsozialismus „mit einer intakten konservativen Statusideologie überlebt“. In der deutschen Übersetzung seines Buches verweist er in diesem Zusammenhang auf die Wahlerfolge der NPD 1966/67, die eine größere Anfälligkeit des Mittelstandes gegenüber neonazistischen Parolen zeigten als andere Bevölkerungsschichten. Einen Grund dafür sah Schweitzer in der Verdrängung der Erfahrungen des Mittelstandes aus den Anfängen der 1930er-Jahre. Hier habe sich ein „konterrevolutionäres Potential gebildet“.

## „Extremismus der Mitte“ in der Gegenwartsanalyse
Eine Serie von Brandanschlägen auf Flüchtlingsunterkünfte Anfang der 1990er Jahre stieß eine Debatte um den „Extremismus der Mitte“ an. So zog der Soziologe Karl Otto Hondrich Rückschlüsse aus den Gewalttaten hinsichtlich der Einstellungen in der gesellschaftlichen Mehrheit:
„Die Anschläge auf Asylheime, von der Mehrheit verurteilt, symbolisieren gleichwohl die Meinung derselben Mehrheit, daß der Staat dem Zuzug von Fremden Einhalt zu gebieten habe“.
In den 1990ern griff der Soziologe Wilhelm Heitmeyer den Begriff „Extremismus der Mitte“ wieder auf und eröffnete eine Debatte darüber, inwieweit Rechtsextremismus „aus der Mitte der Gesellschaft“ komme. Hans-Martin Lohmann publizierte 1994 den Sammelband „Extremismus der Mitte“, in dem verschiedene Autoren die These der „Anschlussfähigkeit einer Vielzahl neu-rechter Themen in der Mitte der Gesellschaft“ vertraten. Der Politologe Wolfgang Kraushaar stellte etwa in dem Sammelband „implizite“ und teils „explizite Ansätze“ heraus, in denen die „Interpretationsfigur“ Extremismus der Mitte zum Verständnis des Zusammenwirkens von „verdeckt ablaufenden institutionellen Beziehungen zwischen Behörden und rechten Gewalttätern, die Rolle von rechtspopulistischen Parteien in unserem politischen System oder die erneut anwachsende Bedeutung rechtskonservativer Ideologien im gesellschaftlichen Selbstverständnis“ beitragen könne. Kraushaar zufolge wird die Kategorie „Extremismus der Mitte“ für folgende Beschreibungszusammenhänge angewandt:
1. als Ansatz „zur Kennzeichnung der sozialen Herkunft der Täter“[k 5]
2. als Ansatz „zur Identifizierung der Komplizenschaft zwischen Tätern und Politikern, besonders zwischen rechtsradikalen Drahtziehern und staatlichen Behörden.“[k 5]
3. als Ansatz „zur Charakterisierung moderner rechtspopulistischer Parteien“[k 5] sowie
4. als Ansatz „zur Analyse reaktualisierter rechtskonservativer Ideologien.“[k 5]

Dieter Rudolf Knoell interpretiert in dem gleichnamigen Sammelband „Extremismus der Mitte“ die Positionierungen Hondrichs als eine Aufforderung an den Staat, „den Gewalttätern die Arbeit abzunehmen“, und charakterisiert den Extremismus der Mitte am Anfang der 1990er-Jahre als eine Verschiebung der „politischen Mitte“ nach „rechts“: „Die rechtsradikale Position von vorgestern ist die politische Mitte von heute“. Der „Asylkompromiss“ entspreche dabei der „realpolitischen Umsetzung des Hondrich'schen Programms, und er ist, nahezu wörtlich, die Übernahme der entsprechenden Passagen des Parteiprogramms der Republikaner aus dem Jahr 1987“.

### Kritik
Hauptkritikpunkte an dem Begriff werden vor allem von Uwe Backes formuliert. Danach handele es sich um eine „Begriffsüberdehnung“. „Extremismus der Mitte“ wird dabei als Begriffsbildung bzw. konstruiertes politisches Kampfmittel kritisiert und weniger als ernstzunehmendes Werkzeug politischer Analyse gesehen.
Eckhard Jesse und Uwe Backes vertreten gemäß der von Oliver Decker und Elmar Brähler in den Mitte-Studien vertretenen Ansicht eine „normative Rahmentheorie“, welche den Extremismus von den Rändern der Gesellschaft her definiere und so die in der Soziologie angesprochenen Phänomene nicht in ihrer Theorie der extremen Pole zu erklären vermöge.
Kurt Lenk sieht gegenüber dieser normativen Theorie in einer fehlenden Faschismusdefinition der Extremismusforschung und dem „Unvermögen“, rechtsextreme Ideologien als solche zu erkennen, ein Problem des Untersuchungsobjekts, wenn allein an den Rändern der Gesellschaft gesucht werde und die Mitte der Gesellschaft unbeachtet bliebe: „Aus solchem Unvermögen zur eindeutigen Definition zu schließen, Rechtsextremismus gebe es höchstens an den Rändern der Gesellschaft, während eine davon säuberlich geschiedene 'gesunde Mitte' dagegen immun sei, hat sich längst als Trugschluss erwiesen.“ Ökonomische Krisen und politische Legitimationsdefizite machen nach Lenk für die rechtsextremen Botschaften empfänglich und führe europaweit zu „fundamentalistischen“ Renationalisierungstendenzen. Lenk erinnert dabei an Theodor W. Adornos Mahnung: „Ich betrachte das Nachleben des Nationalsozialismus in der Demokratie als potentiell bedrohlicher denn das Nachleben faschistischer Tendenzen gegen die Demokratie. Unterwanderung bezeichnet ein Objektives; nur darum machen zwielichtige Figuren ihr come back in Machtpositionen, weil die Verhältnisse sie begünstigen.“ In dieser Tradition steht auch der britische Faschismusforscher Roger Griffin, der den Extremismus der Mitte in „politischer und sozialer Hinsicht“ als gefährlicher als den Rechtsextremismus einschätzt. Im Gegensatz zu dediziert neonazistischen Ansichten sei dieser Extremismus, der sich im demokratischen Spektrum verortet, massentauglich, da er heutzutage „von vielen Bewohnern der westlichen Welt als Normalität und Gemeinsinn erfahren [wird].“

## Kritik
Der Extremismusforscher Uwe Backes kritisierte 2001, der Ansatz würde einen falschen Begriff des Rechtsextremismus zugrunde legen: „Kein Wunder, daß in der ‚Mitte‘ fündig wird, wer mit neurechten Tendenzen neoliberale Politikkonzepte oder die Berufung auf den Nationalstaat meint. Dann liegt es nahe, nach ihr nicht nur am ‚rechten Narrensaum‘, nicht allein an den ‚rechten Flügeln‘ von CDU/CSU und FDP, sondern auch bei Grünen und SPD zu fahnden.“